# Histoire de l'humanité
Pour les articles homonymes, voir Histoire universelle.
Ne doit pas être confondu avec Histoire de la Terre.
 (août 2010).
Si vous disposez d'ouvrages ou d'articles de référence ou si vous connaissez des sites web de qualité traitant du thème abordé ici, merci de compléter l'article en donnant les références utiles à sa vérifiabilité et en les liant à la section « Notes et références ».
L’histoire de l’humanité (aussi nommée par les historiens histoire du monde ou histoire universelle, dénominations induisant des confusions avec l'histoire de l'univers, l'histoire de la Terre et l'histoire naturelle) est la discipline scientifique qui, par les résultats de ses recherches croisées en anthropologie, archéologie, paléontologie, climatologie, génétique et sociologie, formule un récit synthétique de l'évolution de l'humanité depuis l'apparition d’Homo sapiens à l'époque préhistorique jusqu'à aujourd’hui, en mentionnant les nombreux et différents mythes de cette histoire, mais sans s'aligner sur leurs points de vue.

## Homo sapiens
La plus ancienne preuve archéologiques attestant de l'existence d'un Homo sapiens dans le passé, (genre décrit en 1758 par Carl Linné,) fut découverte au Maroc à Jebel Irhoud en 2017,) et a été datée par thermoluminescence de 350 000 ans à 280 000 ans av. J.-C., et par série de l'uranium avec résonance de spin électronique de 318 000 ans à 254 000 ans av. J.-C.,,.
Avant la découverte du Maroc,, la plus ancienne découverte connue provenait d'Éthiopie (Rivière Omo),,, datée de 200 000 ans à 190 000 ans av. J.-C., datée ultérieurement (Vidal et al. 2022) à un minimum de 255 000 ans à 211 000 ans av. J.-C. par analyse stratigraphique en tant que tephra.

## Paléolithique
C'est au Paléolithique que se développe le langage et que l'enterrement des morts se généralise. Ce dernier trait suggère une capacité à la prévoyance — la sépulture masquant la décomposition des corps — et une meilleure compréhension du concept de mort.
Les humains de cette époque se parent d'objets divers pour rehausser leur apparence. Ils vivent de chasse et de cueillette et sont en général nomades.
Le peuplement humain gagne bientôt toute l'Afrique ainsi que les zones non gelées de l'Asie, puis l'Océanie et enfin l'Europe et l'Amérique. Bien que l'installation des humains en Amérique du Nord ait toujours été datée vers -12 000, des traces de pas datant de -23 000 ont été découvertes dans le sud-ouest des États-Unis.
Parfois, certaines sociétés de chasseurs-cueilleurs, en général très restreintes, développent une stratification sociale et établissent des contacts sur de longues distances.
Au fil du temps, la plupart de ces sociétés de chasseurs-cueilleurs se transforment en États agricoles plus importants, ou sont absorbées par de tels États ; les autres sont exterminées ou demeurent isolées. Il en existe encore dans certaines régions écartées.

## Épipaléolithique et Mésolithique

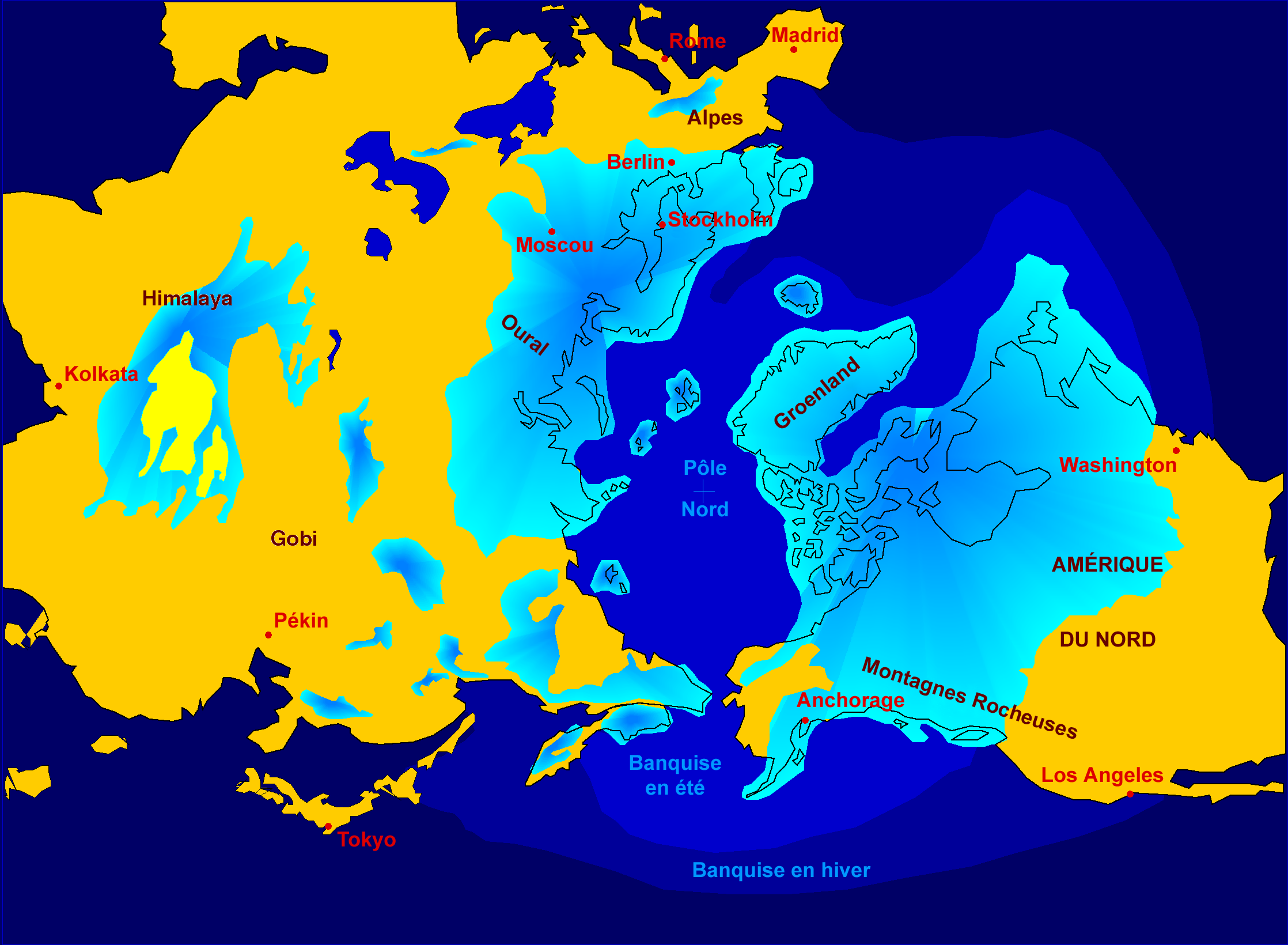
L'hémisphère nord durant la dernière glaciation.

Le Mésolithique débute à la fin du Pléistocène, il y a environ 10 000 ans, et prend fin avec le développement de l'agriculture dont la date d'apparition varie selon les régions. Dans certains endroits où l'agriculture est déjà présente à la fin du Pléistocène — au Proche-Orient par exemple — le Mésolithique est très court et mal défini et, pour les régions peu touchées par la glaciation, on préfère parfois parler d'Épipaléolithique. Les régions plus affectées connaissent, elles, une période mésolithique beaucoup plus marquée, qui dure parfois plusieurs millénaires. C'est le cas, par exemple, pour les sociétés d'Europe du Nord qui profitent de l'abondance de nourriture que leur fournissent les régions marécageuses créées par le changement climatique. Ces différences locales engendrent une spécification des cultures dont témoignent les vestiges aziliens et maglemosiens et retardent le passage au Néolithique qui n'a lieu que vers 4000 av. J.-C. en Europe du Nord.
Les vestiges de cette période sont rares et se limitent souvent à des dépotoirs (accumulations de déchets alimentaires) mais les premiers signes de déforestation apparaissent dans les régions boisées. La pratique ne se généralisera cependant qu'au Néolithique quand l'agriculture rendra nécessaire l'utilisation de grands espaces.
Le Mésolithique se caractérise en général par des microlithes en silex. Des objets destinés à la pêche, des herminettes de pierre et des objets en bois, canoës et arcs, ont été retrouvés sur certains sites.

## Néolithique et Protohistoire
Débutant au cours du Xe millénaire av. J.-C., le Néolithique se caractérise par les débuts de la sédentarisation, l'introduction de l'élevage, l'invention de l'agriculture et le début du travail des métaux.

### Développement de l'agriculture

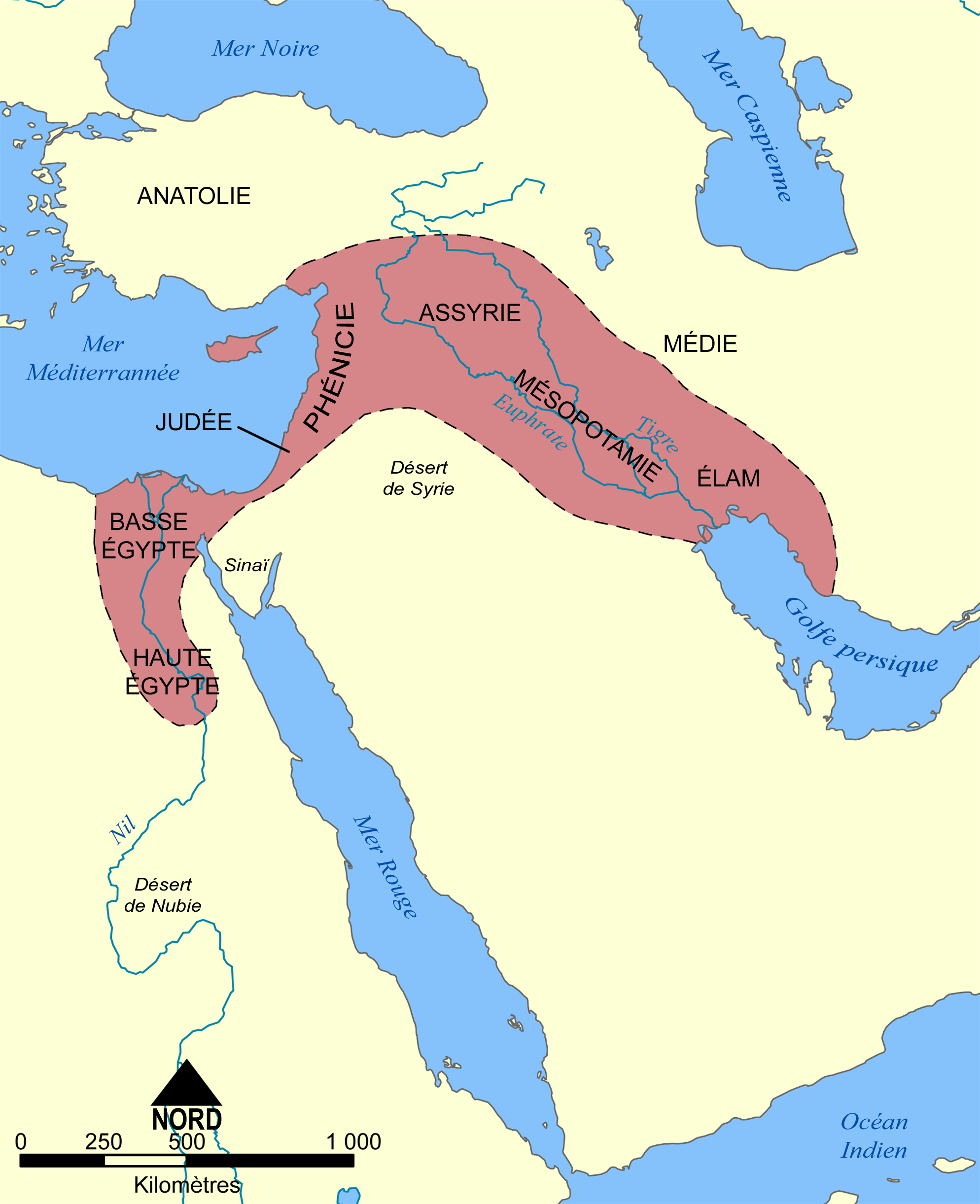
Le Croissant fertile.

Un changement crucial — qualifié de « révolution » par le préhistorien Vere Gordon Childe — a lieu aux alentours du IXe millénaire av. J.-C. avec le développement de l'agriculture. Ce sont les Sumériens qui débutent, vers 9500 av. J.-C. En 7000, la pratique est répandue dans la vallée de l'Indus ; en 6000, en Égypte ; en 5000, en Chine. Elle apparaît par ailleurs en Mésoamérique vers 2700. La recherche traditionnelle a eu tendance à se concentrer sur la région du Croissant fertile, mais les études archéologiques menées sur le continent américain ainsi qu'en Asie de l'Est et du Sud-Est montrent que certains systèmes agricoles pourraient avoir été développés quasiment aux mêmes périodes.
Une étape supplémentaire dans l'évolution de l'agriculture au Proche-Orient est, à compter de 5500 av. J.-C., le développement de l'irrigation organisée et l'utilisation par les Sumériens d'une main-d'œuvre spécialisée. Le bronze et le fer supplantent la pierre dont dépendait l'agriculture pour la confection des outils agricoles et des armes. Les outils, ornements et armes en cuivre ou bronze deviennent la norme aux alentours de 3000 av. J.-C.. Puis l'usage du fer se développe dans la Méditerranée orientale, au Proche-Orient et en Chine.
Il est possible que les Amériques aient ignoré l'usage du fer jusqu'à la culture de Chavin, en 900 av. J.-C., mais nous savons que les Moche disposaient d'armures, de couteaux et de vaisselle en métal. Les Incas eux-mêmes, pourtant peu riches en métal, en recouvrent le soc de leurs charrues, du moins après leur conquête des Chimú. La recherche archéologique au Pérou a cependant été très restreinte jusqu'à présent — on découvrait encore des cités entières en 2004 — et la conquête espagnole a brûlé la majeure partie des quipus (cordelettes de couleurs portant une suite de nœuds et consignant des données) de l'époque. Certaines excavations suggèrent que l'acier aurait pu y être fondu avant même de l'être en Europe.

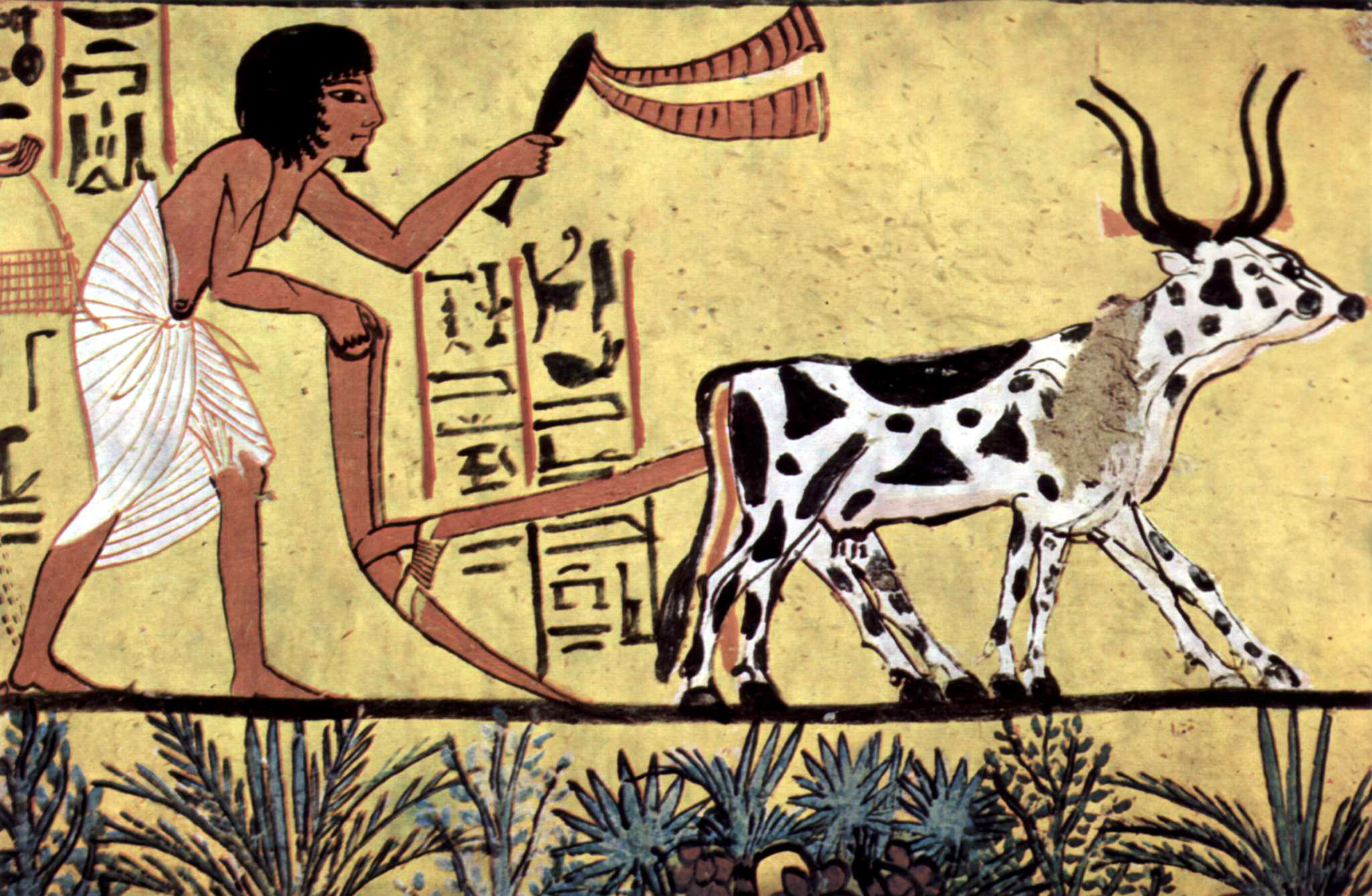
Élevage et agriculture en Égypte antique.

Les vallées des fleuves deviennent les berceaux des premières civilisations : le Tigre et l'Euphrate en Irak et en Syrie, le fleuve Jaune en Chine, le Nil en Égypte et l'Indus au Pakistan. Certains peuples nomades, tels les aborigènes d'Australie ou les San d'Afrique australe, n'utilisent pas directement l'agriculture.
Jusqu'aux débuts de la colonisation européenne, au XIXe siècle, une grande partie de la planète est occupée par des groupes humains non constitués en États. Menacés ou influencés par des États déjà constitués, ces groupes se transforment eux-mêmes pour devenir des États (cf. Moravie, Lituanie). Certains groupes, comme les Kassites et les Mandchous, sont absorbés par les États qu'ils ont conquis.
L'agriculture peut permettre l'émergence de sociétés complexes, appelées « civilisations », la formation d'États et l'apparition de marchés. Cependant, on peut trouver un contrexemple : les Mongols étaient des pasteurs qui ont créé l'empire le plus vaste qui ait existé. La technologie, quant à elle, permet à l'homme de contrôler la nature et de développer transports et communications.

### Naissance de la religion
Certains historiens situent au Néolithique les débuts des croyances religieuses — principalement cultes d'une déesse-mère et d'un ciel-père ainsi que la divinisation du soleil et de la lune.

## Aube des civilisations

### Essor des États

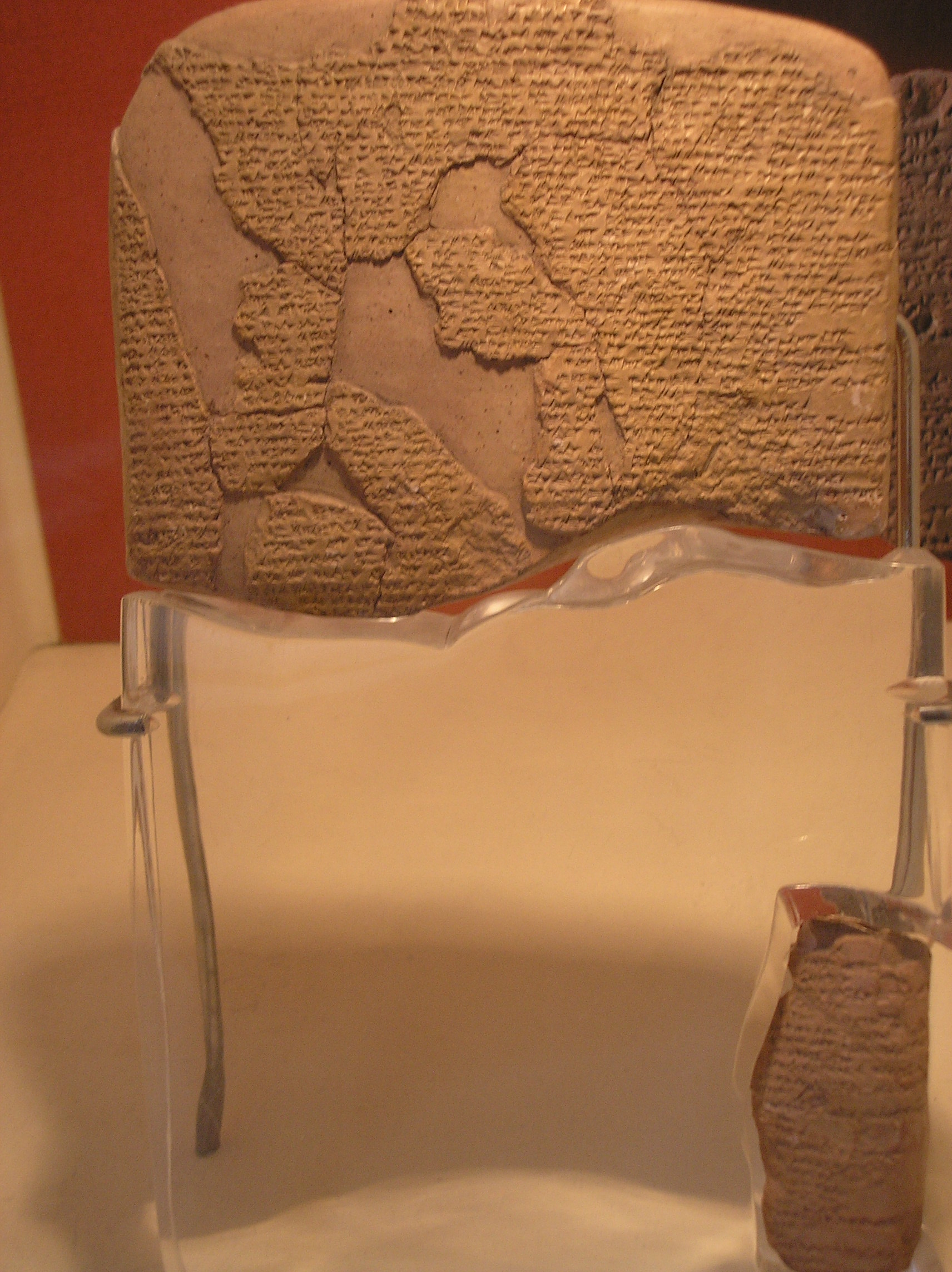
Le traité de Qadesh. L'un des plus anciens traités de paix.

Le développement de l'agriculture a de nombreuses conséquences capitales, l'une d'entre elles étant que les concentrations humaines deviennent de plus en plus importantes et s'organisent en États. La théorie de la circonscription affirme que les organisations humaines se sont complexifiées avec les conflits liés au manque d'espace. Il existe plusieurs acceptions du terme « État ». Max Weber et Norbert Elias le définissent comme une organisation humaine contrôlant de façon exclusive et légale l'emploi de la force sur une zone géographique spécifique.
Les premiers États apparaissent en Mésopotamie, en Égypte et dans la vallée de l'Indus vers la fin du IVe millénaire av. J.-C. et au début du IIIe. En Mésopotamie, ils prennent la forme de cités-États, tandis que l'Égypte, initialement sans ville, en voit se développer rapidement. La civilisation de la vallée de l'Indus constitue une exception en ce sens qu'elle ne semble pas avoir disposé de la force armée qu'un État nécessite traditionnellement pour asseoir sa légitimité — force armée nécessitant elle-même une bureaucratie. En Chine, c'est vers la fin du IIIe millénaire av. J.-C. et au début du IIe qu'apparaissent les premiers États.
Au Proche-Orient, les États présents entrent parfois en conflit. L'un des premiers traités de paix, le traité de Qadesh, est signé entre les Égyptiens et les Hittites aux alentours de 1275 av. J.-C.. En Europe, la première civilisation à se développer est la Grèce antique, à partir de 1200 av. J.-C.. Par la suite, d'importants empires se constituent avec pour noyau le territoire d'origine d'un groupe ayant conquis les régions avoisinantes. C'est le cas de la Perse (VIe siècle av. J.-C.), de l'empire Maurya (IVe siècle av. J.-C.), de la Chine (IIIe siècle av. J.-C.) et de Rome (Ier siècle av. J.-C.).
Il arrive que d'importants empires s'affrontent. C'est le cas au VIIIe siècle, quand le califat d'Arabie, qui s'étend de l'Espagne à l'Iran, lutte plusieurs décennies pour le contrôle de l'Asie centrale contre la Chine des Tang, dont l'empire s'étend jusqu'à la Corée. Le plus vaste empire terrestre fut celui des Mongols au XIIIe siècle. À cette époque, la plupart des êtres humains d'Europe, d'Asie et d'Afrique du Nord dépendent d'États. On trouve aussi des États au Mexique et dans la partie occidentale de l'Amérique du Sud. Petit à petit, toutes les régions et populations du globe tombent sous la tutelle d'un État ou d'un autre ; le traité de Berlin de 1878 distribuant les derniers « blancs » restants.

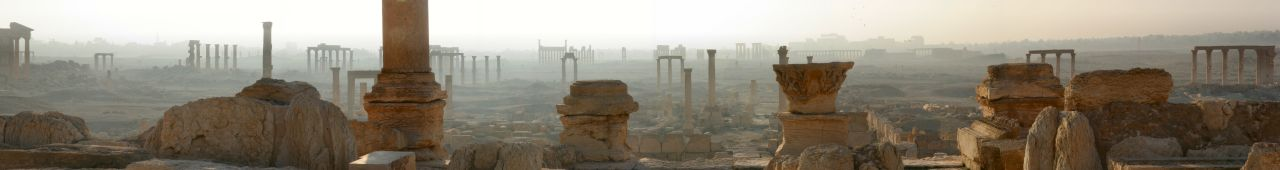
Ruines de la cité de Palmyre au Proche-Orient avant les démolitions opérées en 2017 par « Daesh ».

Peu après l'Afrique Noire rejoint ce mouvement mondial d'émergence d'États sédentaires, agricoles, marchands et guerriers. Ces États se sont succédé dans toutes les zones géographiques de l'Afrique subsaharienne. Leurs villes n'étaient pas toujours bâties en pierres comme le Grand Zimbabwe mais suivaient le plus souvent le même plan curral à plusieurs enceintes circulaires successives, abritant les palais des souverains, les lieux de culte, les habitations, les réserves de denrées et les animaux domestiques.
Les sociétés installées en Afrique de l'Ouest sont d'origines très diverses. Au sud, du Sénégal au golfe de Guinée, la forêt équatoriale fut colonisée par des populations parlant des langues nigéro-congolaises, à l'instar de la totalité des langues parlées au sud d'une ligne reliant le nord du Sénégal au sud de la Somalie. Plus au nord, les régions de savane virent s'installer de petits groupes parlant des langues nilo-sahariennes, probablement en quête de terres plus fertiles face à l'avancée du désert. Ces groupes se dispersèrent le long du Moyen-Niger et sur les rives méridionales du lac Tchad, près de plaines inondables propices à l'agriculture.
À partir du IXe siècle, plusieurs États dynastiques se succèdent le long de la savane subsaharienne, de la côte Atlantique au centre du Soudan, dont les plus puissants furent l'empire du Ghana, le royaume de Gao et le royaume du Kanem-Bornou. Le Ghana commence à décliner au XIe siècle et l'empire du Mali lui succède deux siècles plus tard. Au XVe siècle, alors que le Mali commence lui-même à perdre des territoires, le chef songhaï Sonni Ali Ber échappe à l'autorité de son suzerain et fonde l'empire Songhaï, au centre du Niger actuel, à partir de ce qui n'était qu'un royaume vassal du Mali.
Parallèlement, à partir du XIe siècle, des villes haoussas, en particulier Kano au nord de l'actuel Nigeria, se développaient grâce à la pratique du commerce et de l'industrie, jusqu'à former des cités-États. Elles restèrent en bordure des principaux empires soudaniques jusqu'au XVe siècle, versant des tributs à l'empire Songhaï à l'ouest et au royaume du Kanem-Bornou à l'est.
La progression des Arabes vers le sud fut limitée par la forêt tropicale qui traverse le continent au niveau du 10e parallèle nord. Ils n'atteignirent jamais la côte de Guinée et les royaumes qui s'y développèrent ne subirent que marginalement l'influence islamique venue du nord, leurs vassaux se convertissant pour échapper à la traite orientale, préférant devenir eux-mêmes pourvoyeurs de captifs. La plus ancienne de ces cités-États yoruba connues, Ife, était gouvernée par un prêtre-roi désigné par le titre d'« oni ». Centre culturel et religieux de l'actuel sud du Nigeria dès le VIIIe siècle, Ife exporta son système gouvernemental vers la ville d'Oyo, qui étendit petit à petit son pouvoir sur la région environnante jusqu'à éclipser sa cité-mère et prospérer au sein de son propre État à partir du XVe siècle, le royaume d'Oyo.
Les yorubas s'installèrent également à l'est d'Ife, en région de culture edo, au XIIIe siècle, pour y fonder le royaume du Bénin. Deux-cents ans plus tard, ce dernier était devenue une importante puissance commerciale, isolant Ife de la côte et de ses ports. À son apogée, entre les XVIe et XVIIe siècles, le royaume avait annexé une partie du territoire des Yorubas et des Igbos.

### Villes et commerce
En se développant, l'agriculture crée les conditions nécessaires à l'émergence de cités, lieux sans production agricole propre. Ces villes consomment les surplus agricoles des régions environnantes et, en contrepartie, leur procurent une certaine protection militaire.
Le développement des villes débouche à terme sur ce qu'on appelle la civilisation. Les premières sont la civilisation sumérienne (vers 3500 av. J.-C.), la civilisation égyptienne (vers 3300 av. J.-C.) et la civilisation de la vallée de l'Indus (vers 3300 av. J.-C.). L'organisation sociale et économique de ces civilisations est sophistiquée et leurs villes complexes mais les différences entre elles sont néanmoins suffisamment importantes pour que l'on puisse supposer qu'elles se sont formées indépendamment les unes des autres. C'est à cette époque que se développent l'écriture et le commerce.

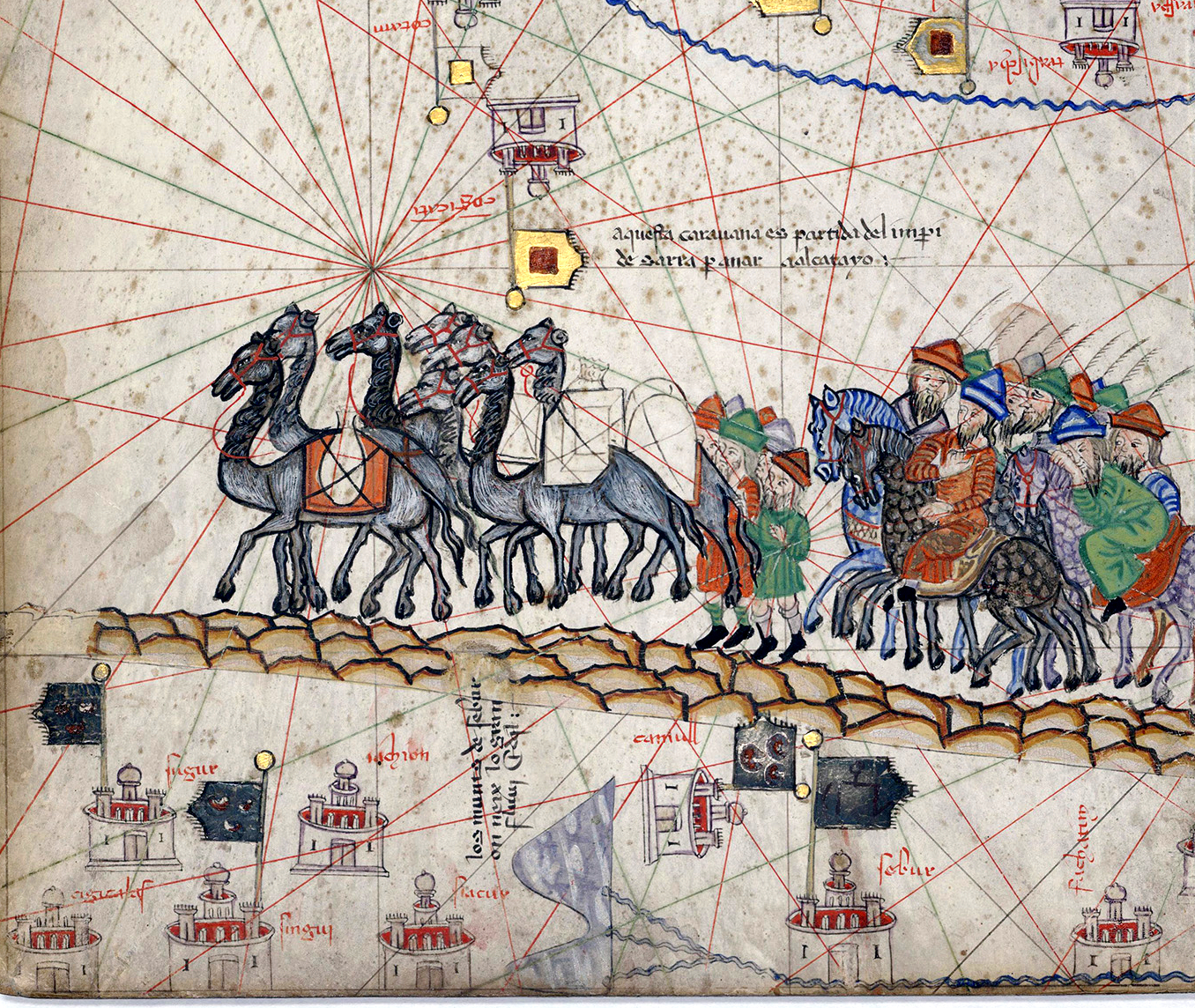
Caravane sur la Route de la soie.
(Atlas catalan - XIVe siècle)

En Chine, des sociétés proto-urbaines se créent à partir de 2500 av. J.-C. mais la première dynastie archéologiquement attestée est celle des Shang. Le IIe millénaire av. J.-C. voit l'émergence de la civilisation en Crète, en Grèce continentale et en Turquie. Les civilisations maya, moche, et nazca émergent en Mésoamérique et au Pérou à la fin du Ier millénaire av. J.-C. La monnaie fait son apparition en Lydie.
Les échanges commerciaux sur de longues distances commencent au IIIe millénaire av. J.-C. entre les Sumériens de Mésopotamie et la civilisation de la vallée de l'Indus. D'autres routes commerciales apparaissent en Méditerranée orientale au IVe millénaire av. J.-C. puis, au IIe millénaire av. J.-C., entre la Syrie et la Chine (Route de la soie). Les villes de Perse et d'Asie centrale constituent les principaux carrefours de ces routes. C'est aussi sur le commerce que les Grecs et les Phéniciens bâtissent leurs empires méditerranéens au
Ier millénaire av. J.-C. À la fin du Ier millénaire et au début du IIe, les routes commerciales de l'océan Indien, d'Asie de l'Est et du Sahara sont contrôlées par les Arabes. À la fin du Ier millénaire, les Arabes et les Juifs contrôlent aussi le commerce en Méditerranée, puis les Byzantins et les Ottomans les remplacent au début du IIe. À la même époque, les centres de commerce principaux du Nord de l'Europe sont les villes allemandes et flamandes. C'est aux carrefours des routes commerciales principales que se développent les villes les plus importantes.

### Religion et philosophie
De nouvelles philosophies et religions apparaissent en Occident et en Orient, principalement au VIe siècle av. J.-C. Avec le temps, de nombreuses religions se développent dans le monde. Parmi les plus vieilles on peut citer la Religion abrahamique (monothéisme) mais aussi l'hindouisme, le bouddhisme en Inde, et le zoroastrisme en Perse. En Orient, trois écoles de pensées vont dominer la Chine jusqu'à nos jours : le taoïsme, le légisme et le confucianisme qui prendra finalement l'ascendant sur les deux autres et pour lequel la morale politique s'acquiert plus par le pouvoir exemplaire de la tradition que par la force de la loi. En Occident, les conquêtes d'Alexandre de Macédoine (IVe siècle av. J.-C.) contribuent à la diffusion de la philosophie grecque telle qu'incarnée dans les œuvres de Platon et d'Aristote.

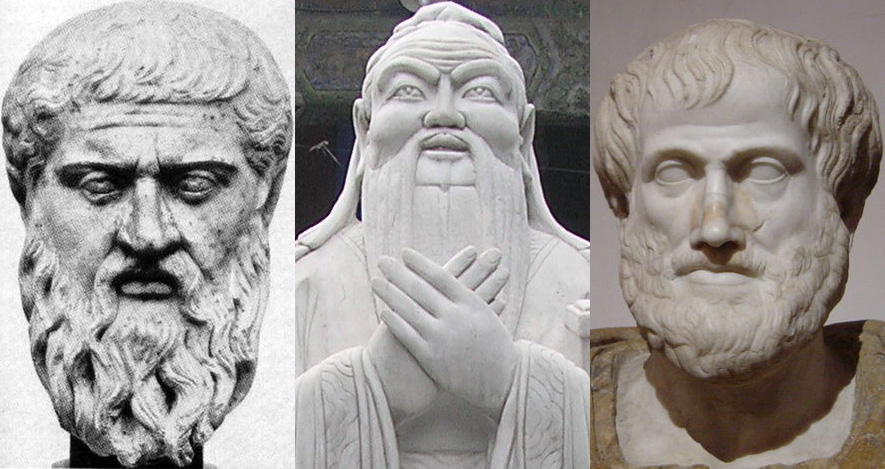
Platon (g.) et Aristote (d.) encadrant Confucius.

## Importantes civilisations
Mise en situation (CHEERS G.; Geographica, Atlas Mondial Illustré ; Random House Australia ; Australia ; 2003 ; p. 66-69)
Les premières civilisations sont nées dans les plaines alluviales fertiles des grands fleuves comme le Tigre et l'Euphrate en Irak, le Nil en Égypte, l'Indus au Pakistan, le Gange en Inde et le fleuve Jaune (Huang He) en Chine. Ces régions possèdent des points communs :
- un environnement aride
- la nécessité de mettre en place un système d'irrigation
- la présence de matériaux (bois, pierre, métal)

Si des relations commerciales se sont établies entre les vallées du Tigre et de l'Euphrate, du Nil et de l'Indus, en revanche, la civilisation chinoise s'est développée dans un relatif isolement.
Ces civilisations développent toutes un système d'écriture et commencent à s'articuler autour de cités. Ces cités dirigent les régions agricoles qui les entourent et font commerce de leurs produits. Le commerce transforme les cités et certaines d'entre elles deviennent vite plus riches et puissantes que d'autres. Parallèlement, les cités devenues riches se développent en grands centres religieux (les richesses accumulées leur permettant de financer de grands lieux de culte). Du commerce et du monde religieux naissent alors une « élite » urbaine qui va vouloir consolider son pouvoir. C'est justement afin de consolider leur pouvoir et leurs richesses que les élites des grandes cités vont attaquer les plus petites. Comme les richesses s'accumulent, les grandes cités commencent à se déchirer entre elles. Devenues rivales, elles se font la guerre. Dès lors une élite militaire vient rejoindre les rangs des commerçants et des religieux. D'invasion en invasion, de puissants empires voient le jour. Ces empires nouvellement constitués se basent surtout sur l'esclavage des peuples conquis pour maintenir leur joug et affermir leur puissance. Les esclaves deviennent alors la base sur laquelle des sociétés pyramidales vont entièrement reposer.
Développement

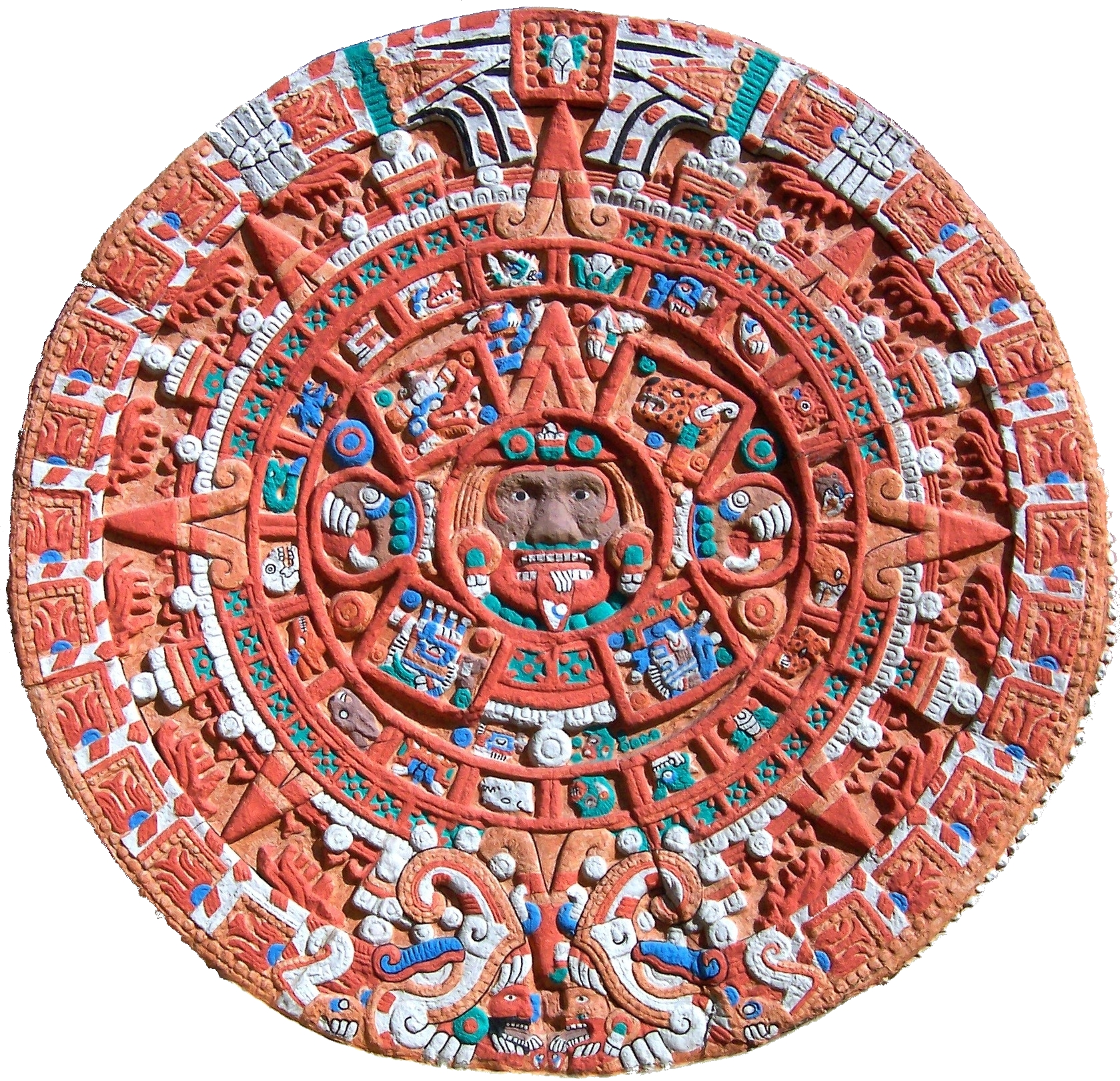
Calendrier aztèque.

Au cours des derniers siècles avant l'ère chrétienne, la Méditerranée, le Gange et le fleuve Jaune deviennent les centres d'empires que de nombreux souverains tenteront d'imiter par la suite. Les empires maurya et pandya règnent respectivement sur la majeure partie du sous-continent indien et sur l'Inde du Sud. En Chine, l'unité politique permet aux dynasties Qin et Han d'affermir le rôle de l'empereur, d'améliorer les communications et de créer des monopoles d'État (empereur Wudi). En Occident, à partir du IIIe siècle av. J.-C., Rome agrandit son territoire par la conquête et la colonisation et, sous le règne de l'empereur Auguste — à l'époque de la naissance de Jésus de Nazareth —, contrôle intégralement le pourtour de la Méditerranée.
Ces grands empires reposent sur leur capacité à profiter de leurs conquêtes militaires et à créer des colonies protégées aptes à devenir des centres agricoles. La paix relative qu'ils apportent encourage le commerce international, principalement sur la Route de la soie, mais ils doivent entretenir d'énormes armées et une administration centralisée. C'est sur la paysannerie que reposent ces dépenses tandis que les grands propriétaires terriens échappent de plus en plus au pouvoir central. La pression des barbares aux frontières accélère le processus de dissolution interne : l'empire des Han succombe à la guerre civile en 220 ; à la même époque Rome se décentralise et se divise.
De grands empires naissent et meurent ainsi dans toutes les zones tempérées d'Eurasie, d'Amérique et d'Afrique du Nord.
La désagrégation progressive de l'Empire romain, qui s'étale sur plusieurs siècles à compter du IIe, coïncide avec la diffusion du christianisme qui, venu du Proche-Orient, gagne l'ouest. Au Ve siècle, la partie occidentale de l'Empire romain est conquise par des tribus germaniques et se scinde en divers États guerriers tous plus ou moins affiliés à l'Église catholique romaine. L'autre moitié de l'empire, la moitié orientale, est renommée Empire byzantin par des historiens du Saint Empire romain germanique. Quelques siècles plus tard, un semblant d'unité sera rétabli en Europe occidentale avec la création du Saint-Empire romain germanique regroupant plusieurs États sur les territoires des actuelles Allemagne et Italie.

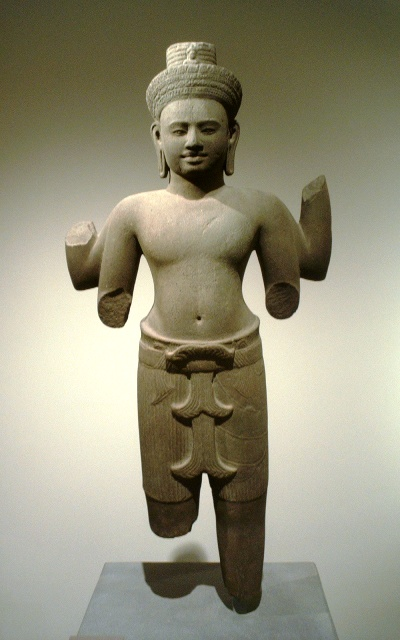
Bodhisattva Lokesvara
(art Khmer - XIIe siècle).

En Chine, les dynasties se succèdent aussi et, au IVe siècle, des nomades du Nord commencent à envahir la Chine septentrionale où ils établissent de nombreux petits royaumes. En 581, la dynastie Sui réunifie la Chine qui connaît ensuite un second âge d'or sous les Tang (618-907). Mais les Tang se divisent aussi et il faut attendre la dynastie des Song pour que la Chine soit réunifiée en 982, après cinquante ans d'agitation. Cependant, la pression des nomades du Nord s'accentue et, en 1141, la Chine septentrionale est conquise par les Jurchen. En 1279, l'empire mongol s'empare de la totalité de la Chine et d'une énorme partie de l'Eurasie, ne laissant libre que l'Europe de l’Ouest, l'Europe centrale et le Japon.

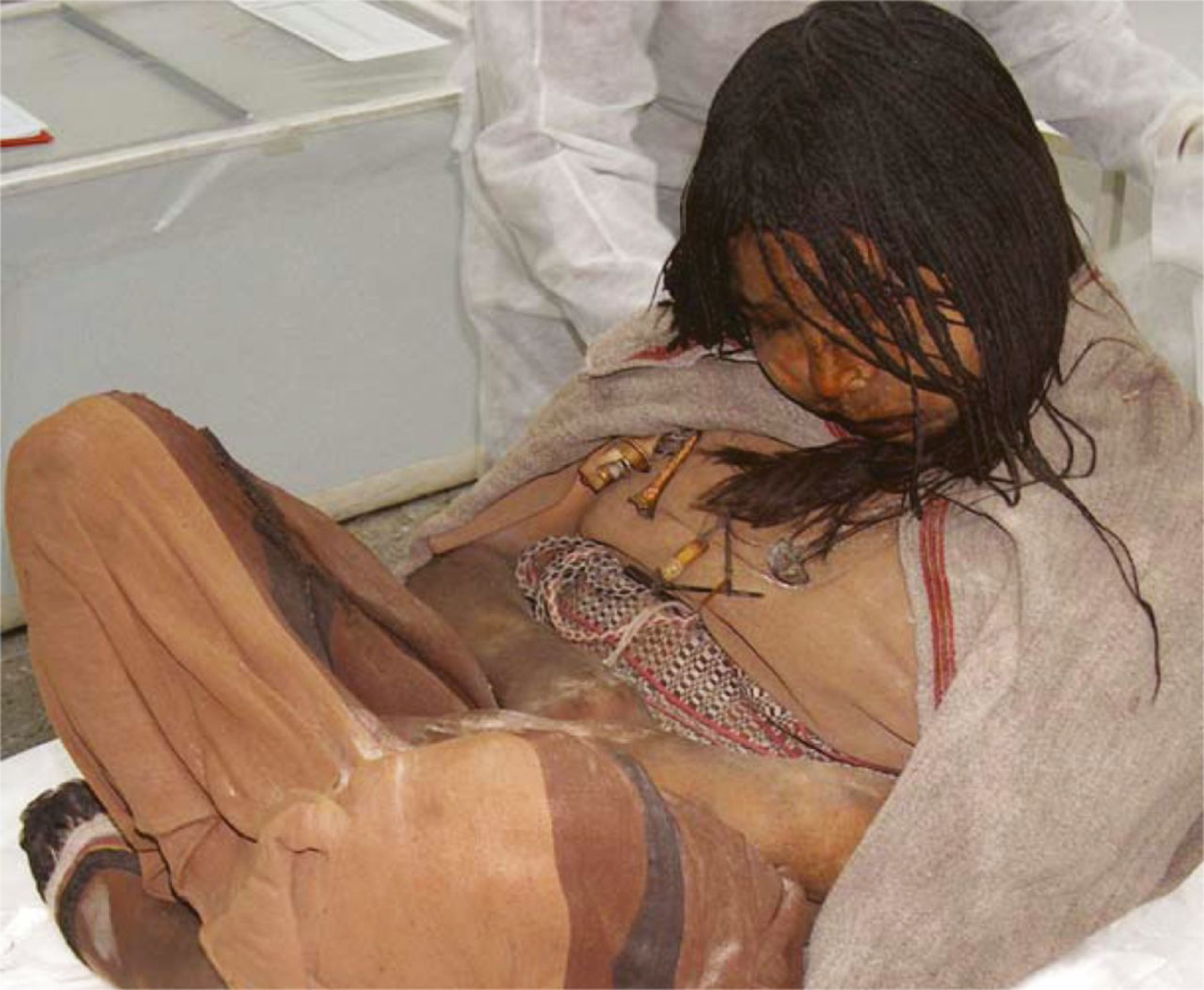
Momie d'un des trois enfants de Llullaillaco dans la province de Salta (Argentine).

À cette époque, l'Inde du Nord est dirigée par les Gupta. En Inde du Sud, trois royaumes tamouls émergent : les Chera, les Chola et les Pallava. La stabilité qui s'ensuit permet l'avènement de l'âge d'or de la culture hindoue aux IVe et Ve siècles.
D'importantes cultures se développent aussi en Amérique centrale, notamment celles des Mayas et des Aztèques. À mesure que la culture-mère olmèque décline, les cités-États mayas se multiplient et prennent de l'importance. La culture maya se propage à travers le Yucatán et les régions avoisinantes. Les Aztèques, quant à eux, fondent leur société sur la base de cultures antérieures qu'ils ont conquises, telles que celle des Toltèques.
En Amérique du Sud, l'empire inca fleurit aux XIVe et XVe siècles. Tawantinsuyu règne sur toute la chaîne andine depuis sa capitale Cuzco. La culture inca, prospère et avancée, reste célèbre pour ses excellents ouvrages de maçonnerie et ses routes.
L'islam apparaît au VIIe siècle. Ne comptant initialement que quelques adeptes, il deviendra le socle sur lequel se bâtiront de nombreux empires en Inde, au Proche-Orient et en Afrique du Nord.
Quelques enclaves chrétiennes perdurent en Afrique du Nord-Est, en Nubie et en Éthiopie — régions depuis longtemps en contact avec le monde méditerranéen —, mais le reste de l'Afrique septentrionale se convertit à l'islam sous l'égide duquel se développe le commerce trans-saharien, source de revenus substantiels qui permettent l'émergence de plusieurs royaumes sahéliens.
Cette période est ponctuée d'améliorations technologiques lentes mais régulières, telles que l'étrier et la charrue à versoir.

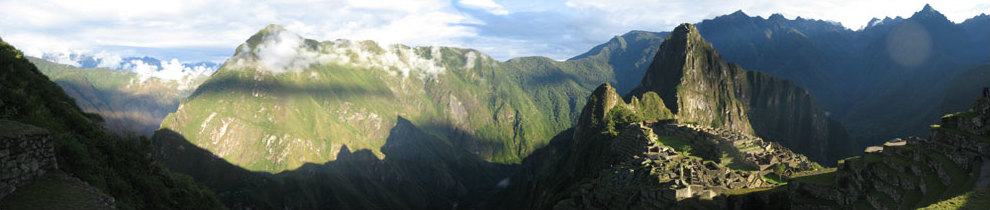
Machu Picchu, la « cité perdue » des Incas.

## Émergence de l'Europe

### Conditions du succès de l'Europe
Les premiers empires agricoles dépendaient fortement de leur environnement. Leur production était limitée et ils étaient à la merci des catastrophes naturelles qui, tour à tour, présidaient à leur essor et causaient leur perte. Aux alentours de l'an mil, les progrès technologiques et la richesse générée par le commerce apportent une certaine indépendance, plus fortement marquée dans les pays où l'agriculture est la plus productive : la Chine, l'Inde et certaines régions du monde islamisé. Un début de renaissance s'amorce vers l'an mil en Occident, qui commence, encore timidement, à s'ouvrir aux relations avec l'Orient et le monde islamique : la Renaissance ottono-clunisienne.

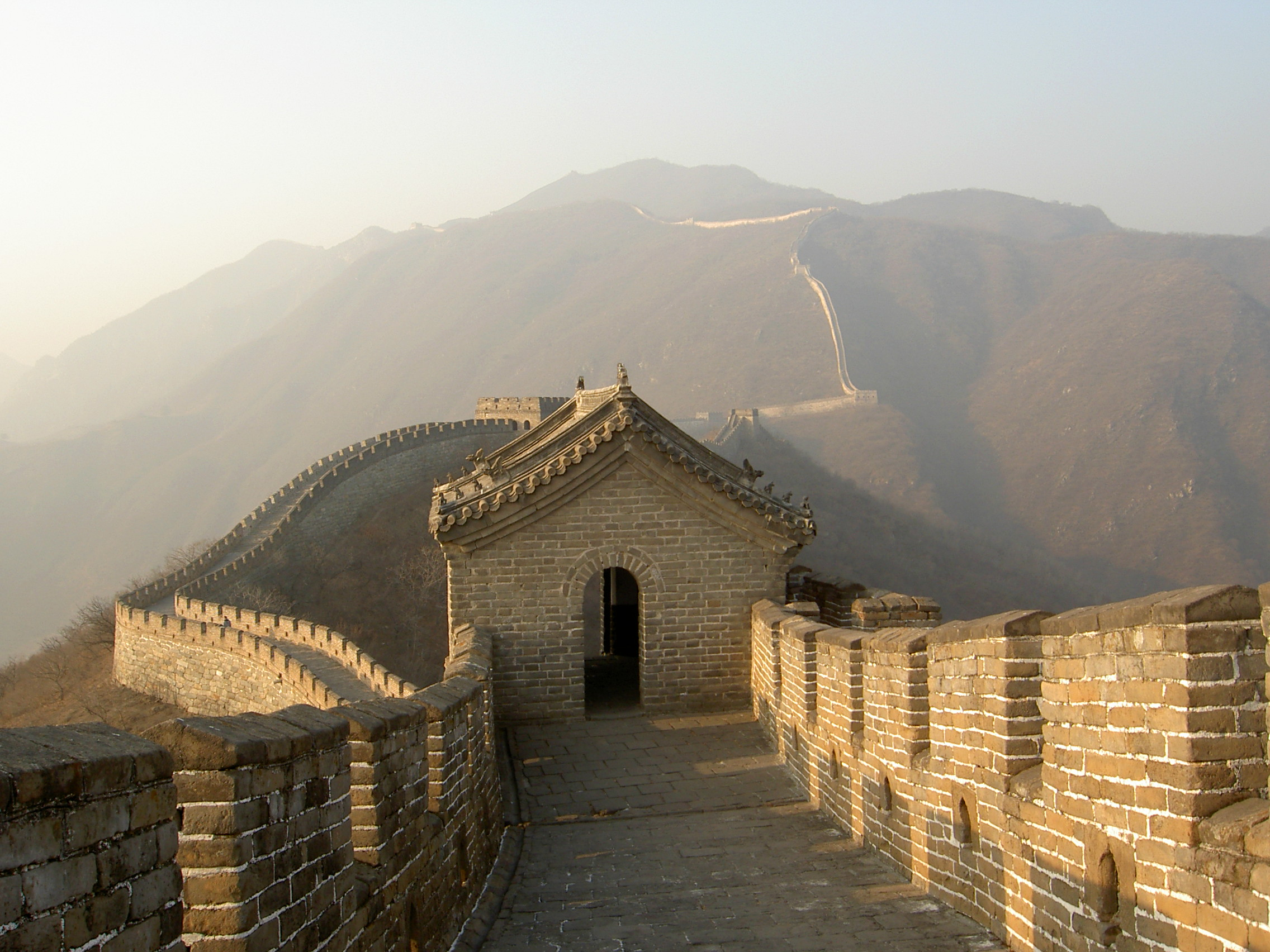
Malgré sa muraille, la Chine ne pourra endiguer l'avancée mongole de 1279.

La Chine, qui à cette époque possède déjà une économie monétaire avancée, est la première à se libérer des contraintes passées. Sa paysannerie est libre et, produisant beaucoup plus qu'elle ne consomme, elle peut faire commerce de ses surplus et participer à la vie économique. La Chine est alors la région eurasienne la plus urbanisée et la plus avancée technologiquement. Elle est seule à produire de la fonte, à construire des ponts suspendus et à utiliser le soufflet à piston, l'imprimerie et la boussole. La Chine des Song est vraisemblablement sur le point de connaître les transformations que connaîtra l'Europe quelques siècles plus tard, mais les attaques des Jurchen puis la conquête mongole de 1279 l'en empêchent.
Les grandes invasions ont dévasté l'ancien Empire romain d'occident depuis le Ve siècle, et on en sentira les effets jusqu'au milieu du VIIIe siècle, date à laquelle s'amorce la renaissance carolingienne.
Une nouvelle période d'invasions meurtrières frappe l'Occident à partir des années 820 environ : les invasions viking (à partir du nord), puis sarrazines (dans le sud, en Provence), et hongroises (dans l'est). Ces invasions ravagent l'Empire carolingien qui s'effondre, sauf en Allemagne où il survit sous la forme de l'Empire romain germanique. À partir du milieu du Xe siècle, la situation étant à peu près rétablie, l'Occident connaît une nouvelle période d'expansion, appelée Renaissance ottono-clunisienne. L'an mil est donc, contrairement à des idées reçues, une période de renaissance en Occident, à laquelle on peut associer les deux personnages de Sylvestre II et d'Othon III, qui préfigurent l'amitié franco-allemande contemporaine.
Après une pause entre le milieu du XIe siècle et le début du XIIe siècle, on observe à nouveau une renaissance en Occident, dont l'origine est à chercher dans les contacts avec la civilisation arabo-musulmane (voir Moyen Âge). La Renaissance ottono-clunisienne et la Renaissance du XIIe siècle, sont donc des rattrapages par rapport au reste du monde eurasien ; elle se manifeste par la création des universités en Europe (Bologne, Paris, Salamanque, Oxford…), dans lesquelles les quatre disciplines sont le droit, la médecine, la théologie et les arts (au sens de sciences). Elle fait naître une soif de savoir. À nouveau, la grande peste interrompt le processus, aggravée en France par la guerre de Cent Ans.
Au XVe siècle, la Renaissance aboutit en Europe à ouvrir le savoir sur des cercles d'humanistes qui, tout en étant formés dans les universités catholiques et en restant liés à l'Église, ont des charges variées et ne dépendent plus exclusivement des monastères ou des écoles urbaines. L'apparition de l'imprimerie en Europe (1453) a un effet de catalyseur extraordinaire ; il permit une extraordinaire diffusion du savoir, l'ouvrant à des cercles plus larges que les érudits des siècles antérieurs.
En raison de la guerre de Cent Ans, la France entra vraiment en Renaissance seulement au XVIe siècle, alors que le processus était amorcé en Italie dès le XIVe siècle (Trecento), ainsi que, au XVe siècle, dans des régions périphériques de la France (Avignon, Flandres, Allemagne, Espagne, Portugal).
Le processus ne se produisit à Paris que dans les années 1510-1530, lorsque le roi François Ier s'installa à Fontainebleau. Les grandes découvertes, permises par les développements techniques en Europe (imprimerie, navigation, cartographie…), alliées à une certaine foi religieuse, assurèrent alors à l'Europe une suprématie sur le monde, alors que la Chine amorçait au contraire un repliement sur elle-même, et que l'âge d'or de la civilisation arabo-musulmane se terminait.
Les guerres de religion (troubles religieux, ainsi qu'on les appelait) marquent la césure avec une nouvelle période en Europe : les découvertes scientifiques du XVIIe siècle (Galilée), se manifestèrent par une révolution scientifique.
Cette révolution n'aura pas de conséquences pratiques immédiates. Il faut attendre le XVIIIe siècle pour que, le développement de la presse écrite aidant, les progrès techniques en métallurgie et dans l'industrie textile engendrent une révolution industrielle, qui s'amorce d'abord en Angleterre. La société française reste bloquée dans un système de privilèges, et ne connaîtra vraiment la révolution industrielle qu'à partir des années 1830.
Au milieu du XVIIIe siècle, l'Europe ne dispose donc que de deux vrais atouts : son esprit d'entreprise et la richesse que lui procure le commerce trans-atlantique. À cette époque, les économies chinoise et européenne se valent. Plusieurs éléments ont été avancés pour expliquer pourquoi, à partir du XVIe siècle et surtout de 1750, l'Europe supplante les autres civilisations pour devenir la patrie de la révolution industrielle et dominer le monde.
L'une des causes principales est sans doute l'avantage que procura à l'Europe l'assimilation des techniques de diffusion de l'information : l'imprimerie à partir du milieu du XVe siècle (1453), puis le développement de la presse écrite à partir du XVIIe siècle (gasetta en Italie), suivi d'une diffusion plus large pendant les Lumières, avec l'ouverture des bibliothèques au public. On voit par exemple que la diffusion des connaissances cartographiques (voir Jean de Mandeville, Fra Mauro…) permirent les grandes découvertes.
Max Weber met en avant la conception protestante du travail qui aurait encouragé les Européens à travailler plus que les autres peuples. Cependant, cela n'explique pas l'amorce de la Renaissance aux XIVe et XVe siècles, puisque la distinction catholique / protestant n'existait pas à cette époque.
Une autre explication socio-économique privilégie l'aspect démographique : l'Europe — avec son clergé célibataire, son émigration coloniale, une forte mortalité urbaine, des guerres incessantes et des mariages relativement tardifs — connaissant un taux de croissance de sa population bien moindre que celui des sociétés asiatiques. La main-d'œuvre étant peu abondante, on recherche des technologies qui l'économisent. C'est le cas des roues et moulins à eau, du rouet et du métier à tisser, de la machine à vapeur et de la navigation. On a aussi avancé que les institutions européennes — notamment le droit à la propriété et le libre marché — étaient supérieures à celles des autres cultures, mais cette idée a été récusée par des spécialistes comme Kenneth Pomeranz.

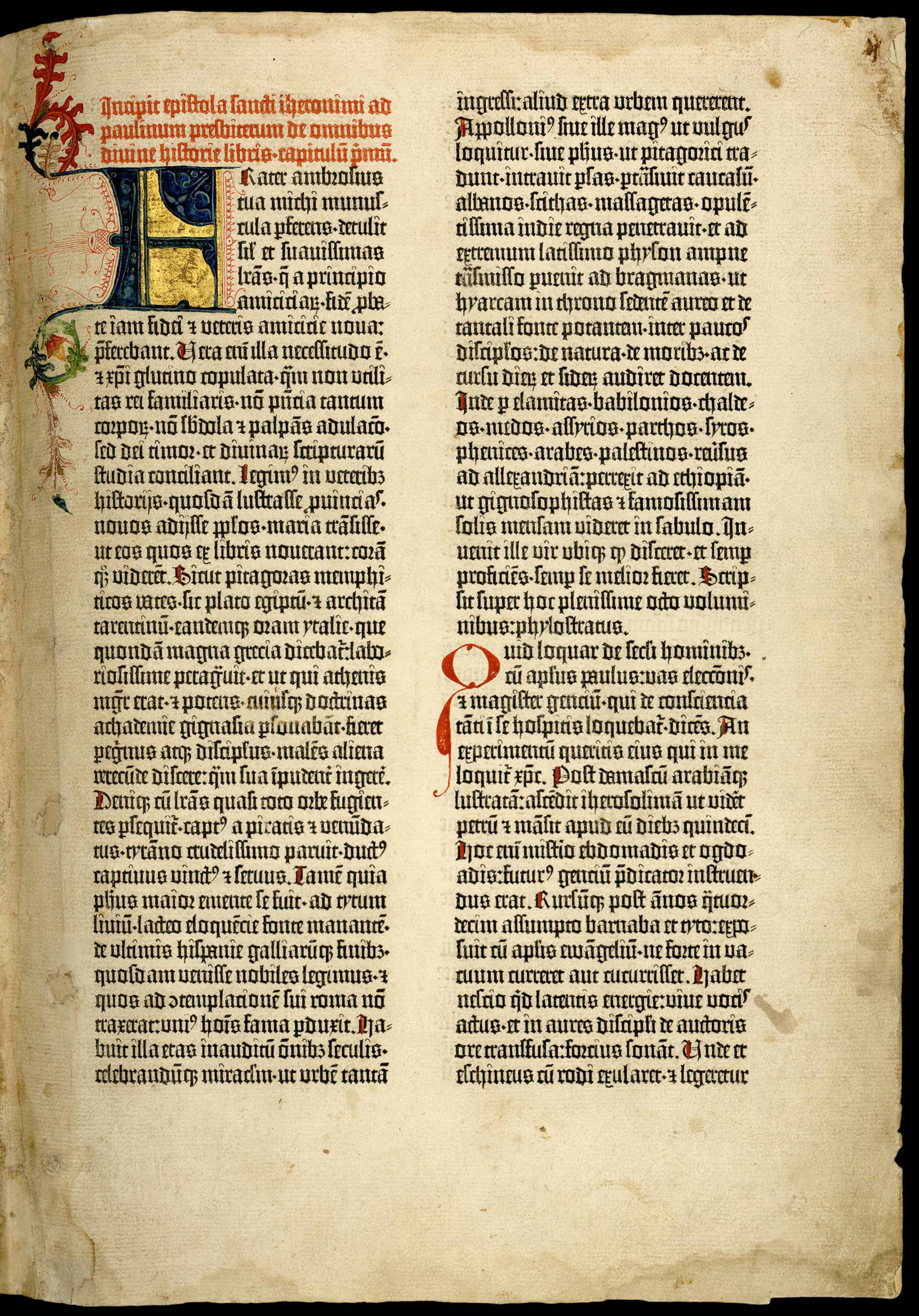
Bible de Gutenberg, symbole de la Renaissance et de l'humanisme.

La géographie de l'Europe a bien sûr joué un rôle important dans son histoire. Le Proche-Orient, la Chine et l'Inde sont tous trois entourés de montagnes qui, une fois franchies, débouchent sur des territoires relativement plats. Par contraste, le relief européen, sillonné de chaînes de montagnes et parsemé de mers, offre une certaine protection qui lui fut salutaire face aux envahisseurs, pendant cette période du moins. En effet, avant l'avènement des armes à feu, l'Eurasie vivait sous la menace des cavaliers venus des steppes glacées d'Asie centrale. Militairement supérieurs aux populations agricoles vivant à la périphérie du continent, ces nomades ne pouvaient quasiment pas être arrêtés quand ils déferlaient dans les plaines de l'Inde du Nord ou dans les vallées chinoises. L'âge d'or de l'Islam prit d'ailleurs fin avec le sac de Bagdad par les Mongols en 1258, et l'Inde comme la Chine subissaient des invasions périodiques. L'Europe, elle, et surtout l'Europe de l’Ouest, était moins sujette à cette menace.
Les différences géopolitiques doivent aussi beaucoup à la géographie. Durant la majeure partie de leur histoire, l'Inde, la Chine et le Proche-Orient sont des entités unifiées, dépendant d'un pouvoir unique dont l'expansion territoriale ne prend fin qu'aux confins géographiques du pays, montagnes ou désert. En 1600, l'Empire ottoman contrôle quasiment tout le Proche-Orient ; les Ming, la Chine ; l'Empire moghol, l'Inde. L'Europe, en revanche, est constamment divisée en de multiples États plus ou moins belliqueux et, à l'exception notable de l'Empire romain, les empires à prétentions pan-européennes se désagrègent peu après leur formation. C'est paradoxalement cette compétition farouche entre États rivaux qui sera une des sources du succès de l'Europe, alors qu'en d'autres régions la stabilité sera privilégiée par rapport à la croissance, comme l'illustre le Haijin des Ming qui bloquera la montée en force de la Chine en tant que puissance maritime. Dans une Europe non unifiée, une telle interdiction aurait été vouée à l'échec et tout État la respectant aurait rapidement été distancé par ses rivaux.
Un autre facteur géographique de la montée en puissance de l'Europe est la Méditerranée qui, depuis des millénaires, servait de trait d'union entre les peuples et véhiculait les biens, les personnes, les idées et les inventions.
L'importance du climat, enfin, ne doit pas non plus être négligée, les pays tropicaux étant constamment en butte aux parasites et maladies de toutes sortes, sapant la santé des hommes, des animaux et des plantes et freinant le progrès.
La seconde moitié du XIXe siècle et le début du XXe voient l'apogée des applications techniques de la science, et la continuation des découvertes scientifiques.

### Domination économique de l'Europe

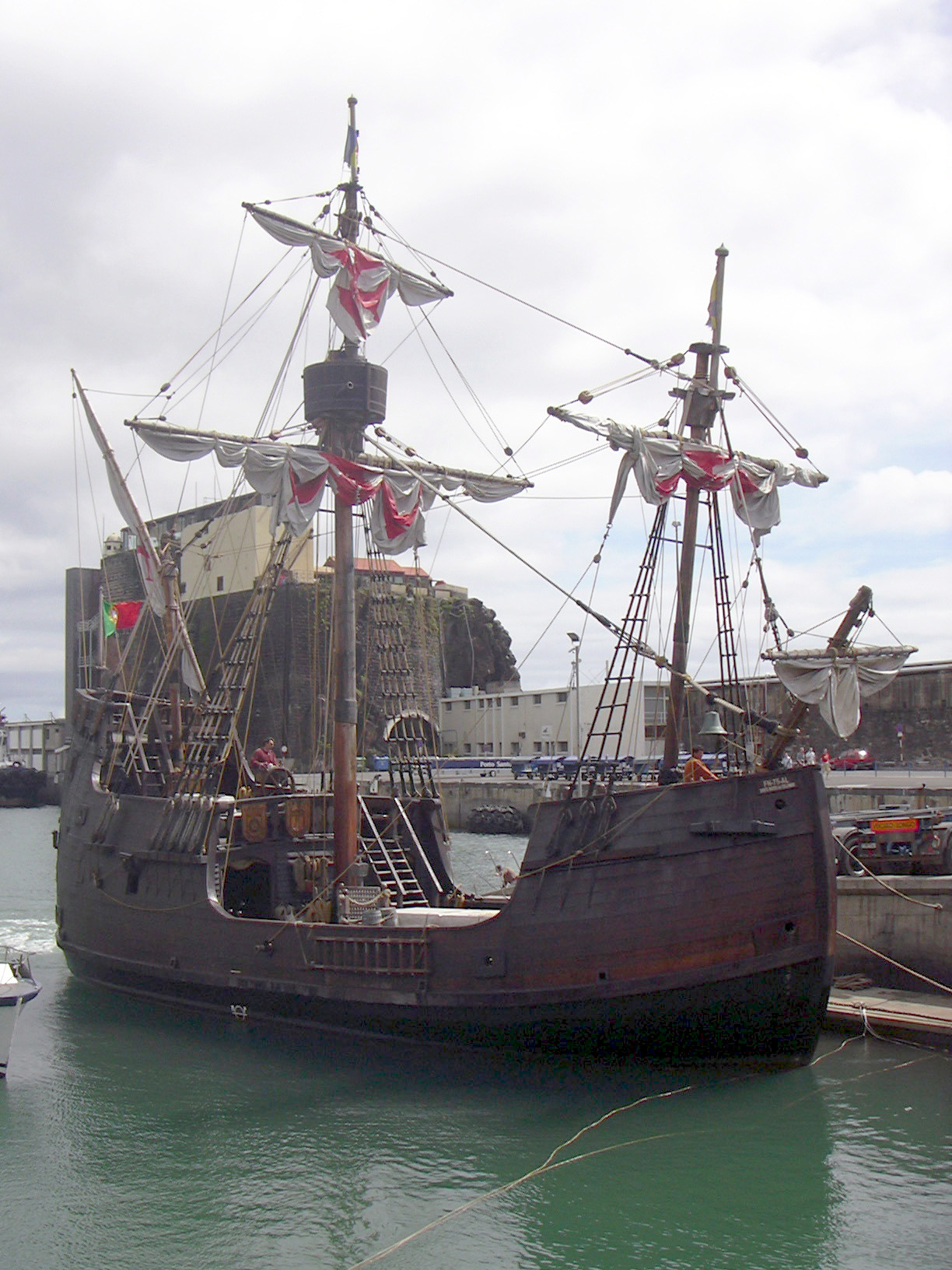
Reconstitution de la Santa Maria, l'une des caravelles de Christophe Colomb.

Au XIVe siècle, la Renaissance débute en Europe. Bien que l'on se soit demandé si ce foisonnement d'art et d'humanisme avait été d'une utilité quelconque à la science, il reste que cette période permet la synthèse de nombreuses connaissances européennes[Information douteuse] dont le meilleur exemple est peut-être la caravelle qui, combinant la voile latine[source insuffisante] et le trois-mâts-carré européen, est le premier navire apte à traverser l'Atlantique. Conjuguée à d'importantes innovations en matière de navigation, la caravelle permet à Christophe Colomb de relier l'Afro-Eurasie et l'Amérique en 1492.
On assiste alors à l'une des rencontres de civilisations les plus déséquilibrées de l'histoire. Les Européens apportent avec eux des maladies auxquelles les indigènes n'ont jamais été confrontés et une effroyable proportion d'entre eux, peut-être plus de 90 %, périssent lors d'épidémies en série. Les Européens disposent aussi de chevaux, d'acier et de fusils qui leur permettent de soumettre les empires aztèque et inca ainsi que d'autres cultures nord-américaines.
On commence alors à dépouiller la région et ses habitants de leurs richesses pour les expédier vers l'Europe. Parallèlement, les colons européens arrivent en grand nombre et, les colonies nécessitant une main-d'œuvre importante, on importe des milliers d'esclaves africains qui constituent bientôt une sous-classe racialement définie. En Afrique de l'Ouest, plusieurs États côtiers prospèrent en exploitant les peuples de l'intérieur.
De par sa direction, cette expansion maritime européenne est le fait de pays à façade atlantique : le Portugal et l'Espagne, comme précurseurs ; l'Angleterre, la France et les Pays-Bas par la suite. Culminant avec les guerres napoléoniennes, une série de conflits éclate entre les XVIIe et XVIIIe siècles, à l'issue desquels la Grande-Bretagne s'affirme première puissance mondiale et se taille un empire qui, à son apogée, contrôle environ un quart des terres du globe et sur lequel, dit-on, « le soleil ne se couche jamais ».

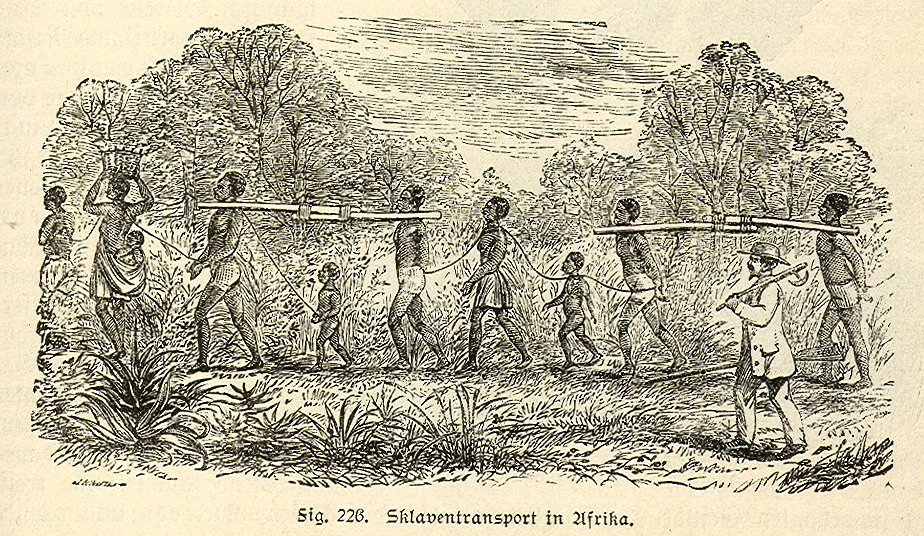
Colonne d'esclaves en Afrique occidentale.

Entre-temps, la dynastie Ming a interrompu les voyages de l'amiral Zheng He. Une révolution commerciale — parfois qualifiée de « capitalisme embryonnaire » — a lieu en Chine mais se solde par un échec. Les Ming sont finalement supplantés par la dynastie mandchoue des Qing qui connaissent initialement une période de calme et de prospérité mais deviennent de plus en plus la proie des appétits occidentaux.
Ayant envahi les Amériques, les Européens se tournent bientôt vers l'Asie. Au début du XIXe siècle, la Grande-Bretagne contrôle le sous-continent indien, l'Égypte et la péninsule malaise, la France s'empare de l'Indochine et les Pays-Bas des Indes orientales. La Grande-Bretagne occupe aussi plusieurs zones à populations néolithiques — parmi lesquelles l'Australie, la Nouvelle-Zélande et l'Afrique du Sud — où de nombreux colons émigrent. À la fin du XIXe siècle, les Européens se partagent les derniers territoires africains sans tutelle.
Cette période voit en Europe l'Âge de la Raison déboucher sur la Révolution scientifique. Cette dernière ouvre la voie à la Révolution industrielle qui débute en Grande-Bretagne au début du XIXe siècle. L'avènement de l'usine, de la fabrication en série et de la mécanisation, qui permettent de produire plus vite et avec une main-d'œuvre réduite, bouleverse alors l'économie mondiale. L'Âge de la Raison annonce aussi la naissance de la démocratie moderne, celle des révolutions américaine et française de la fin du XVIIIe siècle. Ce concept de démocratie se développera et exercera une influence capitale sur le cours des événements mondiaux et sur la qualité de vie de nombreux habitants de la planète. La Révolution industrielle consacre l'avènement du chemin de fer et de la navigation à vapeur et fait de la houille le ressort de l'économie mondiale, ce qui entraîne un décuplement du taux de pollution et de dégâts causés à l'environnement.

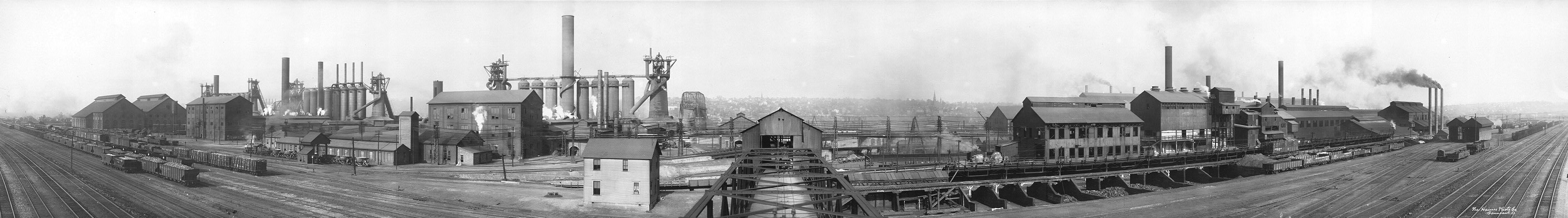
Révolution industrielle
Elle connaît une intensification importante au Royaume-Uni, et condense la métropole de Londres considérablement (image : les usines métallurgiques Carnegie dans l'Ohio).

## XXesiècleet impact de la technologie
Le XXe siècle voit un renversement de l'ordre mondial. La puissance de l'Europe décroît, en partie à cause des destructions causées par les première et seconde guerres mondiales et les dépenses qu'elles engendrent. Parallèlement, les États-Unis et l'Union soviétique se développent en superpuissances. L'Organisation des Nations unies est créée dans le but de prévenir les guerres entre nations, but qu'elle n'atteint pas toujours, tant s'en faut. La chute de l'Union soviétique, au début des années 1990, fait des États-Unis la seule superpuissance du monde et certains parlent d'hyperpuissance.
Le XXe siècle voit aussi l'apparition de puissantes idéologies non religieuses. C'est tout d'abord le communisme qui, sur la lancée de sa victoire de 1917 en Union soviétique, gagne l'Europe de l'Est après 1945, la Chine en 1949 puis d'autres nations du Tiers monde au cours des années 1950 et 1960. Les années 1920 voient des dictatures militaires prendre le contrôle de l'Allemagne, de l'Italie, du Japon et de l'Espagne.
Ces changements s'opèrent sur fond de guerres sans précédent historique tant dans leur ampleur que dans celle des dévastations qu'elles entraînent. La Première Guerre mondiale balaie de nombreuses monarchies européennes et affaiblit la France et la Grande-Bretagne, tandis que la seconde abat la plupart des dictatures militaires européennes et consacre l'avancée du communisme. Pendant quarante ans, les États-Unis, l'Union soviétique et leurs alliés respectifs vivent dans un climat de guerre froide dominé par le spectre d'une annihilation nucléaire. L'Union soviétique implose au cours des années 1990 et certaines anciennes républiques choisissent de suivre la Russie au sein d'une communauté d'États alors que d'autres préfèrent se tourner vers l'Europe occidentale.
Durant le XXe siècle, d'immenses progrès technologiques sont réalisés et les niveaux et espérance de vie de la plupart des êtres humains s'accroissent. L'économie mondiale ne repose désormais plus sur la houille mais sur le pétrole et de nouveaux modes de transport et de communication lient toujours davantage la communauté mondiale. Les problèmes environnementaux s'aggravent de façon continue, même si la pollution urbaine est moindre aujourd'hui qu'à l'époque de la houille.
Au cours de la seconde moitié du XXe siècle, la naissance de ce qu'on appelle l'Âge de l'Information et la mondialisation entraînent un accroissement spectaculaire des échanges culturels et commerciaux au niveau planétaire. La science accomplit d'énormes progrès dans les domaines de l'infiniment grand — l'exploration spatiale vise désormais les confins du système solaire, où l'Homme pose le pied sur la Lune en 1969 —, et de l'infiniment petit, révélant les mystères de l'ADN et permettant le séquençage du génome humain avec toutes les perspectives médicales que cela laisse entrevoir. Le nombre annuel de publications scientifiques dépasse aujourd'hui de beaucoup l'ensemble de toutes celles publiées avant 1900 et ce chiffre double tous les quinze ans. Le taux d'alphabétisation mondiale est en constante augmentation alors que la main-d'œuvre nécessaire à la production alimentaire est, elle, en régression.
Le pendant négatif de ces avancées est la possibilité réelle d'un anéantissement planétaire provoqué par la prolifération nucléaire, l'effet de serre ou une autre conséquence environnementale de l'usage des énergies fossiles, les conflits internationaux dus à la raréfaction des ressources naturelles telles les conséquences de la géopolitique du pétrole.